# John Wilhelmsson
Johan Hemming Wilhelmsson, född 26 september 1869 i Pargas, död 13 augusti 1942 i Helsingfors, var en finlandssvensk vaktmästare och poet. 
John Wilhelmsson föräldrar var jordbrukaren Ulrik Vilhelm och hans hustru Vilhelmina Simonsson (född Sundström). Han hade åtta syskon, alla födda i Pargas.
Wilhelmsson arbetade under sina ungdomsår som sjöman, turvis som eldare och maskinist på olika fartyg som reste över jorden.  Från året 1899 till 1937 arbetade han som vaktmästare för Vetenskapliga Samfundet i Ständerhuset i Helsingfors. Wilhelmsson räknade aldrig sina arbetstimmar, och ansågs som en mycket flitig man; han tog aldrig sommarledigt och tillbringade ofta upp till 15 timmar per dag på arbetet.
På sin sextioårsdag tilldelades Wilhelmsson Finlands Vita Ros i första klass för sina insatser vid Vetenskapliga Samfundets hus.
Mellan åren 1906 och 1929 gav Wilhelmsson ut åtta diktsamlingar under namnet "En Allmogemans Tankar". Dessa var ofta riktade, i handling, om hans liv och ursprung, men var även rika på hans filosofiska tankar. Diktsamlingarna finns i finländska arkiv.